# Первомайський (Коркінський район)
Первомайський (рос. Первомайский) — смт у Коркінському районі Челябінської області Російської Федерації.
Входить до складу муніципального утворення Первомайське міське поселення. Населення становить 10 904 особи (2017).

## Історія
Від 2005 року належить до Коркінського району Челябінської області.
Згідно із законом від 9 липня 2004 року органом місцевого самоврядування є Первомайське міське поселення.

## Населення
| 2002    | 2005    | 2006    | 2007    | 2008    | 2009    | 2010    |
| ------- | ------- | ------- | ------- | ------- | ------- | ------- |
| 10 759  | ↗10 766 | ↗11 083 | ↘10 599 | ↘10 353 | ↗10 550 | ↗10 645 |
| 2011    | 2012    | 2013    | 2014    | 2015    | 2016    | 2017    |
| →10 645 | ↗10 763 | ↗10 880 | ↗10 935 | ↗11 104 | ↘11 066 | ↘10 904 |